# 川島健康福祉センター
川島健康福祉センター（かわしまけんこうふくしセンター）は、岐阜県各務原市が管理・運営する児童・福祉施設である。

## 概要
- かわしま子ども館（児童施設）と友愛の家（障害者自立支援施設）を併設する。
- 元は羽島郡川島町が設置した川島町保健センターである。2004年（平成16年）に川島町が各務原市に編入された際、川島健康福祉センターに改称している。

## 沿革
- 1962年（昭和37年）6月 - 助産婦による出産・育児施設の川島町母子健康指導センターとして開館[3]。建物は木造平屋建。
- 1975年（昭和50年）5月 - 現在の建物が完成。同時に川島町母子健康センターに改称[4]。
- 1981年（昭和56年）4月 - 川島町保健センターに改称[4]。
- 1985年（昭和60年）3月 - 助産部門を閉鎖[5]。
- 2004年（平成16年）11月1日 - 川島町が各務原市に編入される。同時に川島健康福祉センターに改称。

## 施設概要
1階
- かわしま子ども館
- 友愛の家（障害者小規模授産施設）
- 学習室

2階
- 会議室
- 集会室
- 調理室

## 利用案内
- 所在地：岐阜県各務原市川島松原町405-5
- 開館時間：8:30 - 17:15
- 休館日：土日曜日、祝日、年末年始（12月29日 - 1月3日）

## 交通アクセス
各務原市ふれあいバス
- 川島線「川島小学校前」バス停下車、徒歩で約5分。

岐阜バス
- 笠松川島線「川島小学校前」バス停下車、徒歩で約5分。

名鉄バス
- 一宮川島線、木曽川線「川島口」バス停下車、徒歩で約5分。

## 周辺施設
- 川島市民サービスセンター
- 各務原市立川島小学校
- 十六銀行川島支店